# Radicaal 7
Van de in totaal 214 Kangxi-radicalen heeft radicaal 7 de betekenis twee (hoofdtelwoord). Het is een van de drieëntwintig radicalen die bestaan uit twee strepen.
In het Kangxi-woordenboek zijn er 29 karakters die dit radicaal gebruiken.

## Karakters met het radicaal 7
| Strepen | Karakter          |
| ------- | ----------------- |
| + 0     | 二                |
| + 1     | 亍 于 亏 亐       |
| + 2     | 云 互 亓 五 井 亖 |
| + 3     | 亗                |
| + 4     | 亘 亙 亚          |
| + 5     | 些 亜             |
| + 6     | 亝 亞 亟          |

Groot zegelkarakter
Klein zegelkarakter